# Neolissochilus hexagonolepis
Neolissochilus hexagonolepis és una espècie de peix cipriniforme de la família dels ciprínids.

## Morfologia
Els mascles poden assolir els 120 cm de longitud total i els 11 kg de pes.

## Distribució geogràfica
Es troba a l'Índia, Bangladesh, el Nepal, Myanmar, Tailàndia, Malàisia, Indonèsia i la Xina.